# Výtah

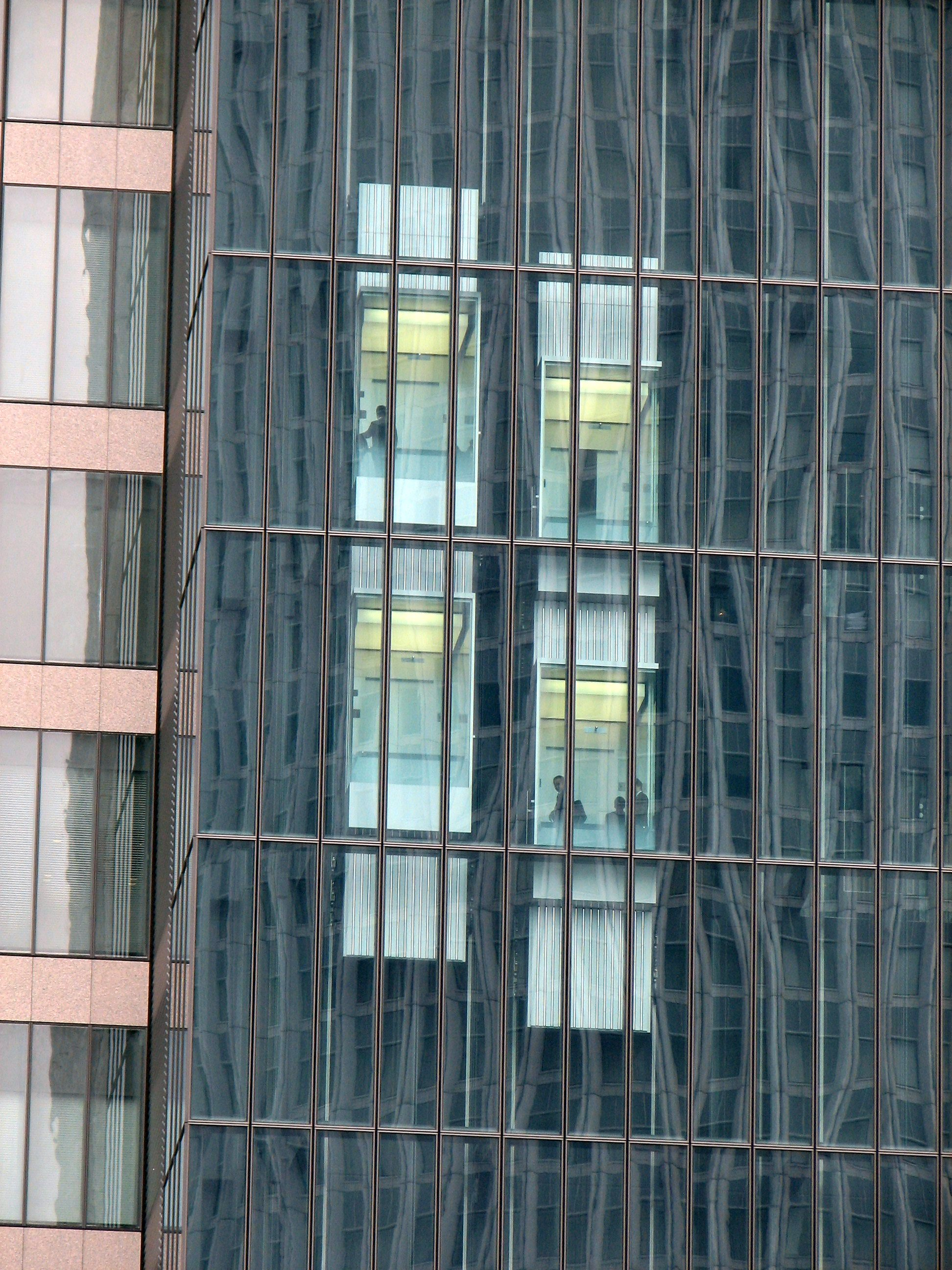
Výtahy ve městě Nagoya v Japonsku

Výtah (někdy nazývaný také zdviž) je dopravní prostředek z kategorie zdvihadel užívaný jako zdvihací zařízení pro dopravu osob nebo nákladů svislým nebo šikmým směrem po pevné dráze. Výtah je v podstatě plošina, která je tažena nebo tlačena mechanickými prostředky, nejčastěji lany, řetězy nebo hydraulicky. Moderní výtah bývá tvořen kabinou umístěnou ve výtahové šachtě. V minulosti byly výtahy poháněny vodou, párou nebo i lidskou silou, dnes převažuje elektrický pohon.

## Historie

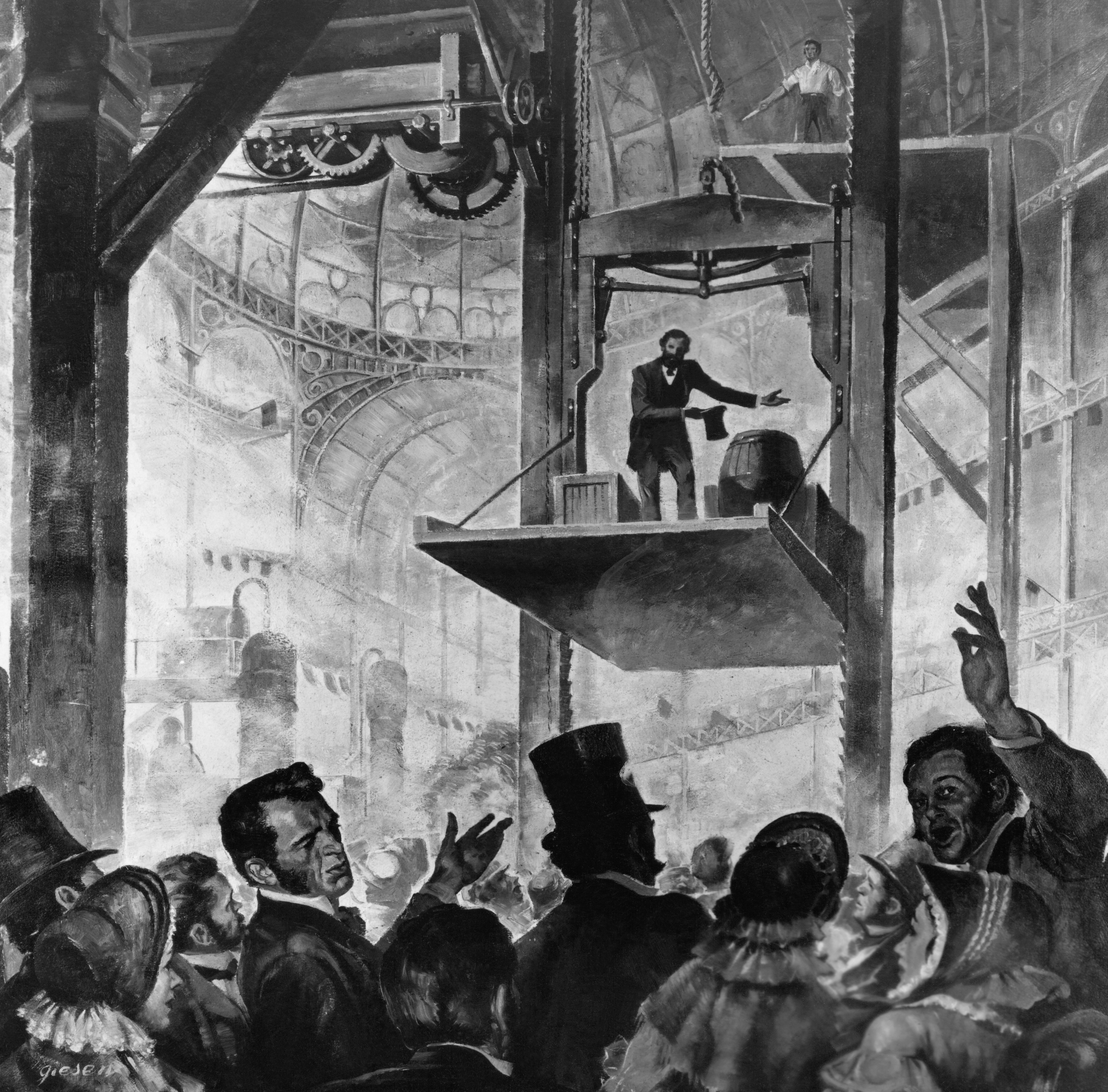
Elisha Otis demonstruje svůj výtah v roce 1854

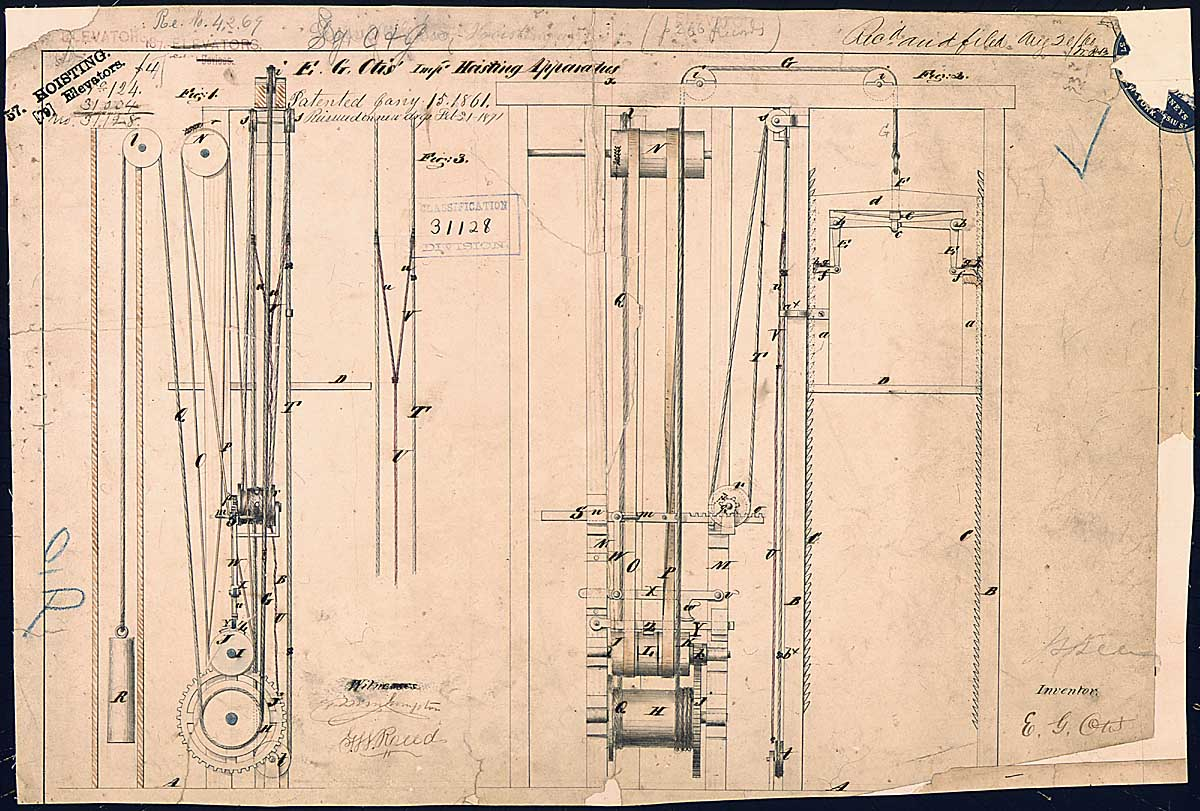
Výkres výtahu Elishe Otise z roku 1861

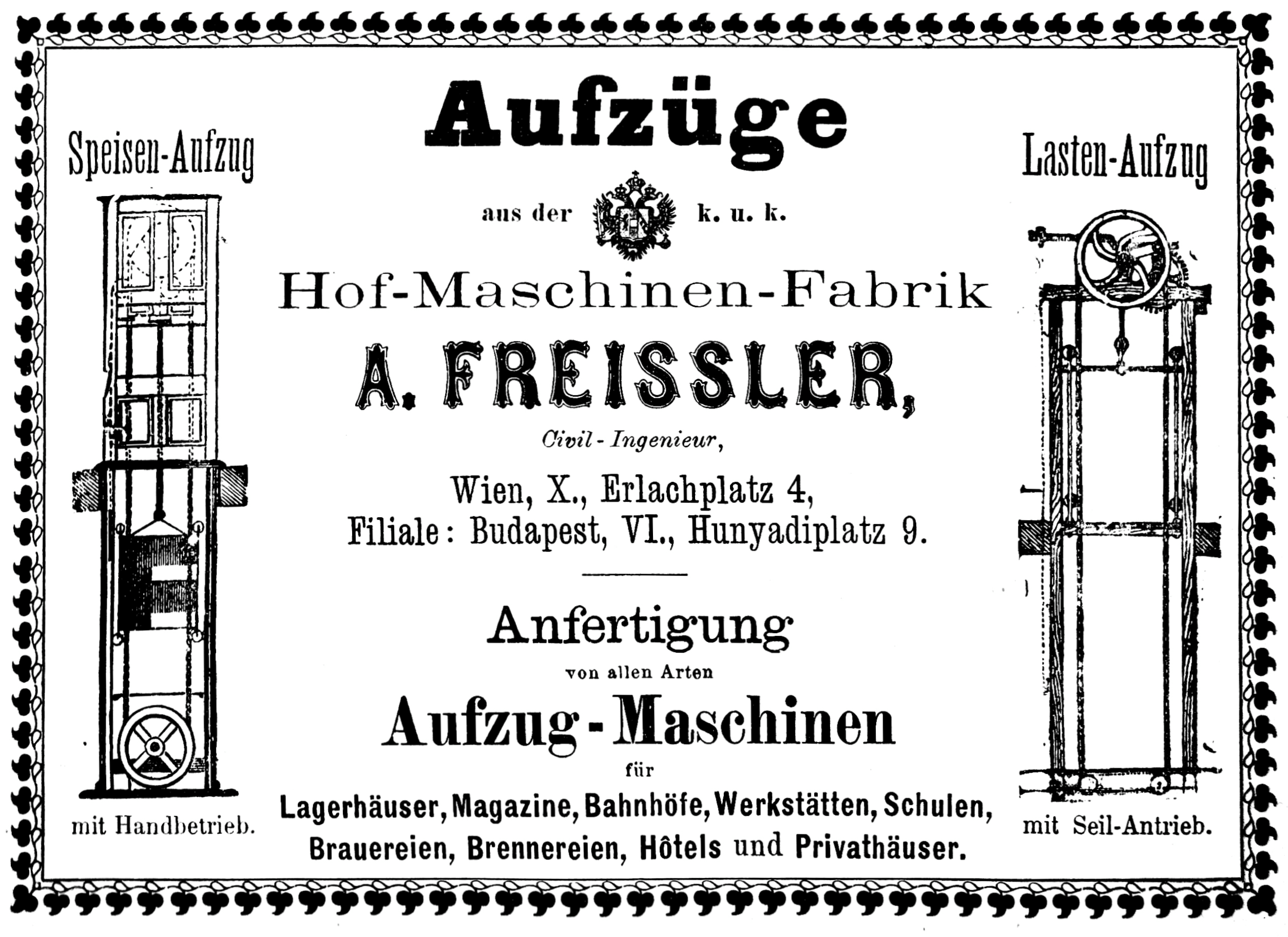
Vídeňský Freisslerův elektrický výtah v inzerci z roku 1891

První zmínka o výtahu je v díle římského architekta Vitruvia, který uvádí, že Archimedes postavil svůj první výtah okolo roku 236 před Kristem. Římské Koloseum, dostavěné roku 80, mělo 25 takových výtahů, jimiž osm mužů dopravovalo z podzemí do arény zvířata. Nosnost každého výtahu byla 270 kg, tj. dva lvi. V 17.–18. století se začaly instalovat výtahy na potraviny a menší náklady do paláců a zámků, zejména v Anglii a ve Francii. Král Ludvík XV. si roku 1743 dal do ložnice na zámku ve Versailles instalovat první osobní výtah typu létající křeslo pro dopravu jedné ze svých milenek.
V Čechách se jeden z prvních výtahů, respektive jeho pozůstatky, dochovaly na zámku v Ploskovicích, vybudovaném ve dvacátých letech osmnáctého století. V roce 1718 byl postaven výtah na zámku Zákupy, který obsluhoval tři patra a byl poháněn ručně (zachovala se šachta výtahu). V roce 1870 byl upraven pro potřeby stárnoucího císaře Ferdinanda I. Dobrotivého smíchovskou firmou Ringhofer (z této doby je na zámku kabina výtahu). Výtah v Zákupech je tak pravděpodobně nejstarším dochovaným výtahem v českých zemích a druhým dochovaným na světě (po výtahu v Louveru).
V letohrádku Belaria v zahradě českokrumlovského zámku se dochoval unikátní mechanismus, který sloužil jako výtah na potraviny s tím, že bylo připravené jídlo tímto výtahem přepraveno přímo do střední části hodovní tabule.[zdroj?] Tento výtah ovšem nebyl zavěšen, nýbrž naopak vysouván po způsobu divadelního propadla, takže konstrukčně poněkud připomínal moderní hydraulické výtahy.
Na zámku Konopiště je zase dochován mechanický výtah z devatenáctého století.[zdroj?] Fungoval na jednoduchém principu, jeho pohyb vzhůru zajišťovala voda postupně napuštěná do nádrže, tvořící protizávaží jeho přepravní klece (na podobném principu také původně fungovala lanová dráha na pražském Petříně a na Letnou).
Roku 2013 firma KONE oznámila technologii UltraRope, když se místo kruhového ocelového lana použije ploché z uhlíkových vláken. To umožňuje snížení spotřeby a prodloužení výšky výtahu. Tato technologie bude použita v mrakodrapu Jeddah Tower. Pro orbitální výtah bude nutno ploché lano vylepšit.

## Průmyslová výroba
V roce 1853 sestrojil [zdroj?] Elisha Otis bezpečný hydraulický výtah s pojistkou, která měla zabránit pádu kabiny při přetržení lana. Téhož roku jej instaloval v newyorském Crystal Palace. Roku 1861 byl jeho vynález patentován, ale Otis zemřel a závod na výrobu výtahů pokračoval pod jeho jménem jako Otis Elevator Company.
První elektrický výtah sestrojil Werner von Siemens v roce 1880.[zdroj?] Bezpečnost a rychlost elektrických výtahů značně zvýšil Frank Sprague.[zdroj?]
První český výtah v zkonstruovala firma Breitfeld–Daněk (pozdější ČKD) a pracoval v litoměřickém pivovaru.[zdroj?] První výtah s tlačítky byl instalován v pražském hotelu Modrá hvězda.[zdroj?]

## Výtahy podle použití
- Osobní výtah – je určen pro dopravu osob a jejich zavazadel. Osobní výtahy jsou obvykle používány ve vícepatrových budovách, nebo mohou sloužit k dopravě do podzemních staveb (například metro) nebo může sloužit k dopravě na veřejném prostranství, v podobné funkci jako lanovka (viz výtah v Bad Schandau, výtah Santa Justa v Lisabonu, Ohmannův výtah v Karlových Varech atd.).
- Nákladní výtah – je určen pro přepravu zboží (někdy i s osobami,které zboží doprovázejí) ale i jiných předmětů (kupř. nemocniční výtah). Nákladní výtahy bývají větší než osobní a jsou konstruovány pro těžší náklady od 2300 do 4500 kg. Nákladní výtahy mívají ručně ovládané dveře. Jsou opatřeny podlahou i stěnami odolnými proti poškození během nakládky a vykládky. Používají se i malé nákladní výtahy určené pro dopravu např. popelnic z kotelen, dopravu jídla v restauracích, ale i jiných předmětů.
- Automobilový výtah – užívaný pro dopravu automobilů do vyšších pater parkovací garáže nebo jiné budovy.
- Lodní výtah – je nákladní výtah pro dopravu vojenských letadel na palubách letadlových lodí.
- Lodní výtah – je zařízení umožňující přepravu lodí nebo komory s loděmi přes hráz.
- Stavební výtah – je dočasný výtah, používaný na stavbách.
- Těžní zařízení (lidově „důlní výtah“) – je zařízení podobné výtahu pro dopravu osob a materiálu v hlubinných dolech, poháněné těžním strojem. Hloubka jámy (šachty), kterou se spouští nebo zvedá dopravní nádoba (těžní klec, skip nebo okov) bývá až několik stovek metrů. Tímto zařízením se dopravuje naráz značné množství materiálu, až několik tun. Tomu odpovídá i velikost těžního stroje, výkon hnacího elektromotoru může u největších těžních strojů dosahovat i desítek megawattů. Pojezdová rychlost dopravní nádoby (těžní klece) při přepravě lidí (horníků) bývá nejvýše 6 m/s. Pro dopravu materiálu je pojezdová rychlost vyšší a může být až 16 m/s. Z bezpečnostního, technického, provozního i ekonomického hlediska jsou těžní zařízení pro jízdu jámou nejsložitější i nejnáročnější skupinou zařízení ze skupiny výtahů.

## Technické provedení výtahů

### Trakční (tažné) výtahy

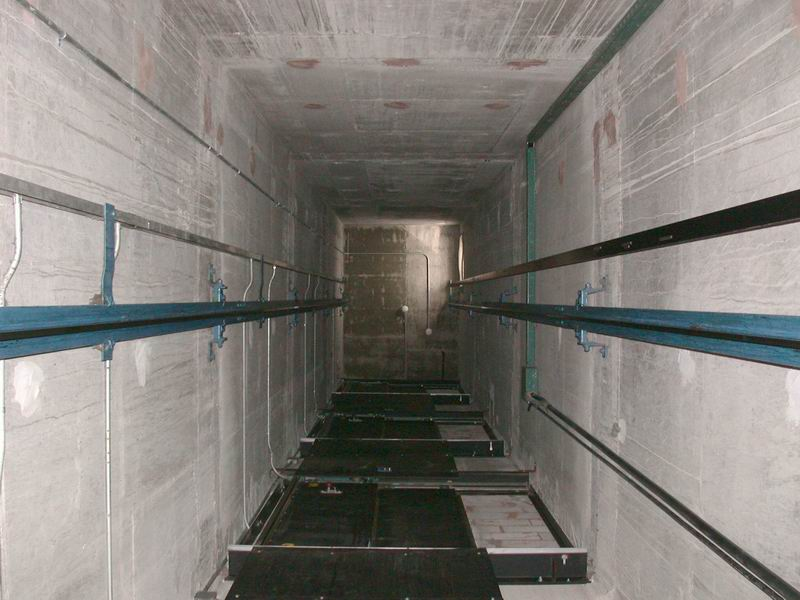
Výtahová šachta

- Převodové trakční výtahy jsou poháněny elektrickými motory s převodovkou.
- Bezpřevodové trakční stroje mají pomaloběžné elektrické motory (50–200 otáček za minutu) napájené střídavým nebo stejnosměrným proudem. V tomto případě je řídící kladka přímo připojena na rotor motoru.

Elektrický výtah je zavěšen na laně přes poháněnou kladku. Váha jeho kabiny a obvykle i poloviny užitečného nákladu je vyrovnána protizávažím. Některé výtahy protizávaží nemají.
Hlavními výhodami elektrických výtahů jsou:
- nižší spotřeba el. energie (projeví se při intenzivním provozu)
- nižší náklady na servis (odpadá nutnost výměny olejové náplně)
- větší přepravní rychlost a možnost zajistit větší zdvih výtahu (hydraulické výtahy se používají zhruba do zdvihu 25 m)

### Hydraulické výtahy

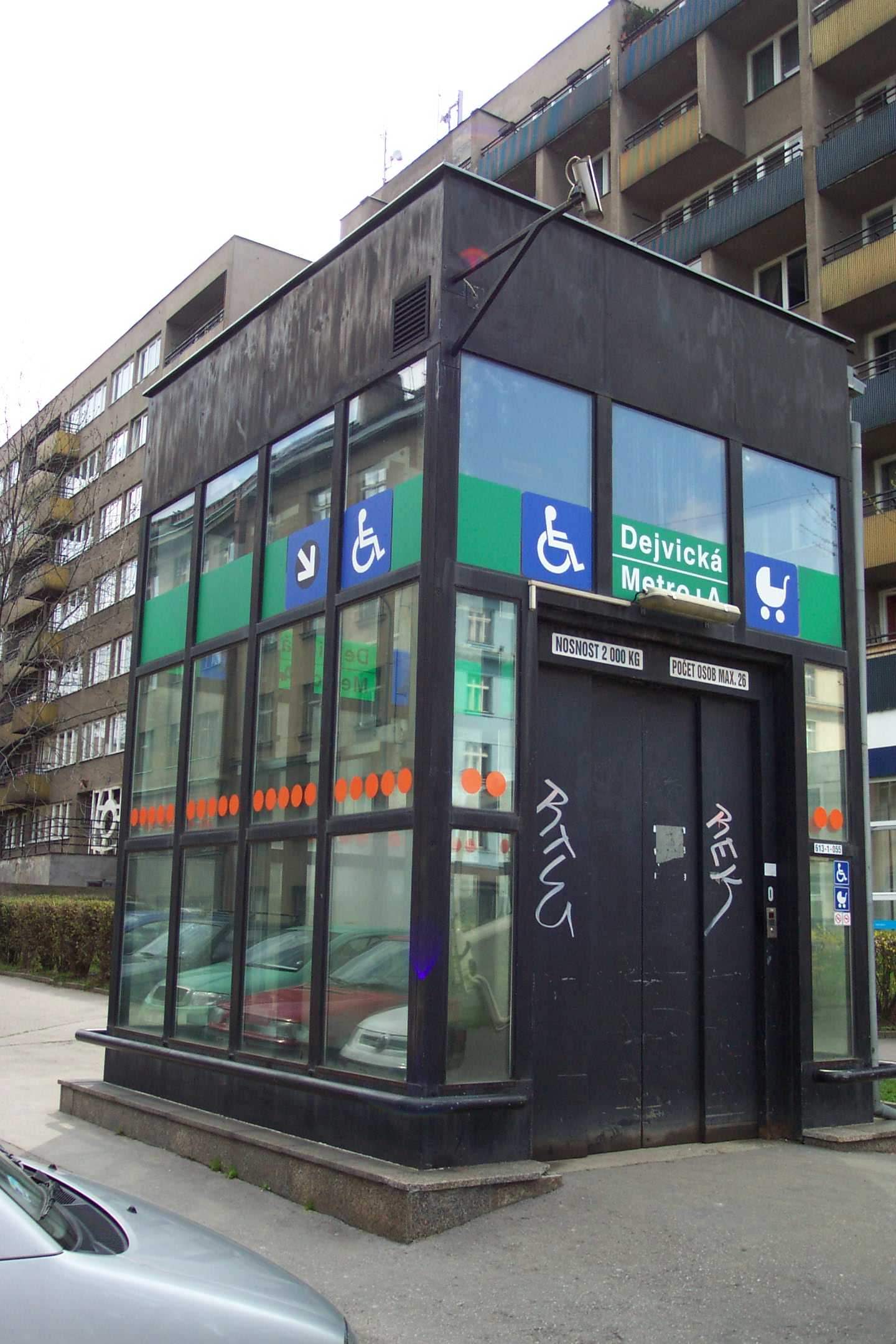
Vstup výtahu do stanice metra Dejvická v Praze

Hydraulické výtahy vyvozují zdvižnou sílu pomocí hydraulických pístů. Písty jsou obvykle umístěné pod výtahem. Některé systémy pohyb pístů přenášejí pomocí systému kladek a lan, což umožňuje delší dráhu výtahu.
- Konvenční hydraulické
- Lanové hydraulické
- Dvojpilířové hydraulické
- Bezotvorové hydraulické

Hlavními výhodami hydraulických výtahů jsou:
- nižší pořizovací náklady
- možnost umístění strojovny až 10 m od výtahové šachty
- tišší chod

### Páternoster
Speciální typ výtahu je oběžný výtah (páternoster), skládající se z řetězu kabin. Z právního hlediska podle evropských a českých norem a předpisů nepatří mezi výtahy, ale pouze obecně mezi zdvihací zařízení (respektive mezi zdvihadla).

### Šikmý výtah
Některé výtahy mají šikmou dráhu a jsou mezním případem mezi běžným výtahem a pozemní lanovkou, příkladem takového zařízení je lanová dráha hotelu NH Praha v Praze na Smíchově. Šikmé výtahy jsou někdy využívány např. jako velké nákladní výtahy pro přepravu lodí přes těleso hráze u říční přehrady či jezu, jedná se o tzv. lodní výtah. Lodní výtah může být i svislý.

### Zdvihací plošina
Podobným zařízením jako výtah je zdvihací plošina, určená převážně pro osoby na invalidních vozících, někdy i pro dětské kočárky apod. Může mít šikmou nebo svislou dráhu, někdy se podobá výtahu. Různých zdvihacích plošin ale existuje celá řada typů, jedná se o zvláštní strojní zařízení, která jsou velmi příbuzná výtahům.

## Umístění strojovny
- strojovna nad šachtou
- strojovna vedle šachty
- strojovna pod šachtou
- bez strojovny (strojovna v šachtě)
- bez strojovny (strojovna součástí zařízení)
- u hydraulických výtahů a plošin možnost umístění strojovny do 10m od výtahové šachty

## Zabezpečení

### Zabezpečení proti pádu
Výtahy mívají standardně naddimenzovanou nosnost, omezovač rychlosti, nouzové brzdy, nárazník.

### Zabezpečení dveří
Dveře šachty výtahu ve stanicích mají být automaticky zajištěny proti otevření (blokovány) v době, kdy klec nestojí ve stanici. Otevření šachetních nebo klecových dveří v době jízdy výtahu by mělo mít za následek okamžité automatické zastavení výtahu. Některé starší nebo nákladní výtahy však vnitřní (klecové) dveře vůbec nemají. U starších výtahů se dveře otevírají ručně, u novějších osobních výtahů zpravidla automaticky, některé výtahy s automatickými dveřmi mají též tlačítka umožňující urychlit či pozdržet otevření nebo uzavření dveří. U některých výtahů fotobuňka brání uzavření dveří v určité době od okamžiku, kdy zaregistruje, že prostor dveří není volný.

### Výpadek proudu
Starší výtahy v případě výpadku proudu zastavily na místě a do stanice je bylo možné dopravit ručním zásahem ze strojovny. Novější výtahy v případě výpadku proudu automaticky sjedou do určené nebo nejbližší stanice nebo jedou na baterii.

## Ovládání a signalizace

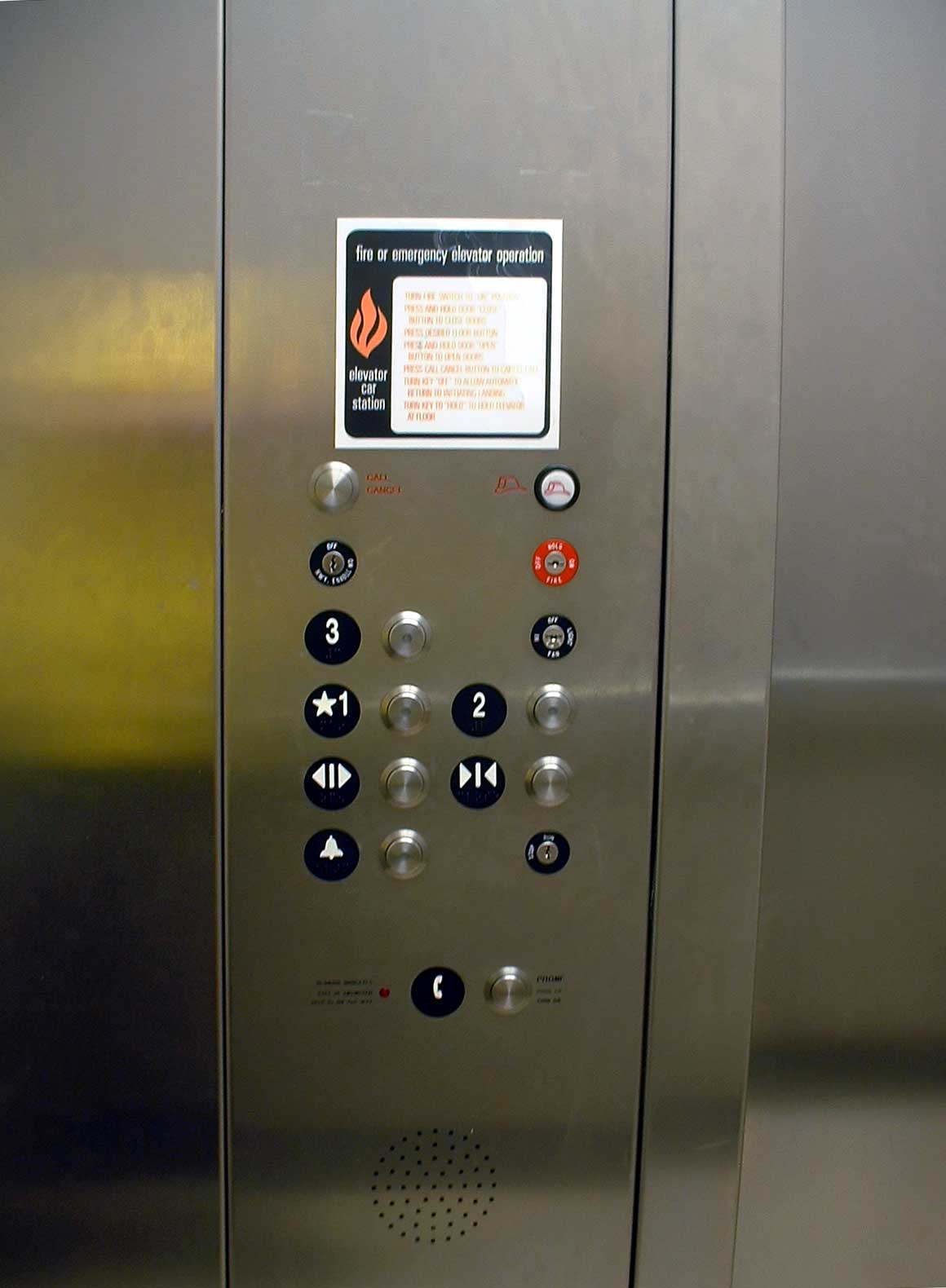
Ovládací panel v kabině výtahu

Výtahy se obvykle ovládají stiskem tlačítka nebo podobného spínače, některé výtahy však jezdí automaticky na základě detekce přítomnosti a pohybu cestujících. V počátcích provozu výtahů bylo běžné, že výtah obsluhoval k tomu určený pracovník (liftboy apod.), později převážily samoobslužné výtahy.
Starší typy výtahů reagují na požadavek jednotlivě, další požadavek přijímají teprve poté, co předchozí splní. Ve stanicích výtahu je umístěno přivolávací tlačítko a obvykle též signalizační světélko, které svítí, pokud výtah není připraven přijmout požadavek (právě jede nebo je obsazen nebo nemá uzavřené dveře). Některé výtahy mají ve stanicích též tlačítko, jímž lze výtah odeslat do výchozí stanice (obvykle do přízemí). Ve výtahové kleci bývají tlačítka jednotlivých stanic (podlaží). Cestuje-li současně více lidí do různých stanic, musí se mezi sebou domluvit na pořadí uplatnění požadavků.
Novější typy výtahů dokáží registrovat více požadavků souběžně, přitom mohou mít společné ovládání dva nebo více výtahů. Ve stanici obvykle jsou dvě tlačítka rozlišená šipkou nahoru nebo dolů, cestující stiskne tlačítko odpovídající směru, kterým chce jet. Ovládací program buď přivolá výtah, anebo ve stanici zastaví výtah jedoucí příslušným směrem. Ve výtahové kleci je možno tlačítka cílových stanic v příslušném směru jízdy stiskat předem v libovolném pořadí, přičemž výtah v nich zastavuje postupně. Výtahové klece a některé stanice bývají vybaveny zobrazovačem aktuální polohy výtahu a směru jízdy.
Starší výtahy byly povinně vybaveny tlačítkem, které způsobilo okamžité zastavení výtahu, nové výtahy naopak takové tlačítko nemají mít. Některé výtahy mají i dálkovou detekci poruch nebo jsou vybaveny dohlížecím kamerovým systémem.
Pokud do některých stanic nemá být umožněna jízda komukoliv, může být přijetí požadavku na jízdu do této stanice podmíněno aktivováním speciálního zámku klíčem, navolením hesla na ovladači a podobně.
V minulosti bývaly některé výtahy opatřeny návodem, který zakazoval samostatné používání osobám mladším 14 nebo 10 let. Jedním z důvodů tohoto omezení, vedle způsobilosti ovládat výtah, bylo, že výtah indikoval přítomnost osoby v kleci zátěží podlahy kabiny, takže po nastoupení příliš lehkého dítěte mohlo osvětlení kabiny zhasnout, jako by výtah byl prázdný.

### Dvoucestná komunikace a nouzové volání
Hlavními předpisy v oblasti tísňového volání jsou 95/16/ES směrnice Evropského parlamentu a Rady (výtahy), Zákon č. 250/2021 Sb. O bezpečnosti práce v souvislosti s provozem vyhrazených technických zařízení a o změně souvisejících zákonů, Nařízení vlády 193/2022 O vyhrazených technických zdvihacích zařízeních a požadavcích na zajištění jejích bezpečnosti, Nařízení vlády 194/2022, Norma ČSN 27 4002 (274002) Bezpečnostní předpisy pro výtahy - Provoz a servis výtahů, norma ČSN EN 50518(334599) Dohledová a poplachová přijímací centra a norma ČSN EN 81-28+AC (274003) Bezpečnostní předpisy pro konstrukci a montáž výtahů – Výtahy pro dopravu osob a nákladů.
Klece výtahu musí být vybaveny obousměrným dorozumívacím zařízením umožňujícím stálé spojení s vyprošťovací službou. Servisní firma má povinnost zajistit stálý dispečink nebo systém dálkového monitorování se stálou službou s nepřetržitým povozem. 
Oboustranné komunikační zařízení musí samočinně simulovat vstupní signál nouzové komunikace (tzv. samočinná zkouška, automatické kontrolní volání nebo také rutina) nejméně jednou za 72 hodin. Je v nejlepším zájmu provozovatele výtahu, aby se ujistil, že servisní firma tuto kontrolu pravidelně vykonává a zaznamenává.

## Výtahy v Česku

### Statistiky
Podle odhadu Unie výtahového průmyslu ČR je v roce 2008 v Česku 110 000 výtahů, z toho 85 000 osobních, z nichž asi 50 000 nevyhovuje bezpečnostním normám.
Za léta 1993–2007 zaznamenala Česká asociace výrobců výtahů 23 významnějších nehod a havárií výtahů, při nichž přišlo celkem 10 lidí o život. Například koncem ledna 2008 se utrhla výtahová klec v panelovém domě v Litvínově, v červenci 1997 zůstali dva lidé 52 hodin uvězněni ve výtahu v Pardubicích, v březnu 1999 skříň přepravovaná výtahem usmrtila muže atd.
Mezi nejvýznamnější výrobce výtahů používaných v Česku patří firmy Otis, KONE, ThyssenKrupp, Schindler a jiné.
Cena běžného výtahu je kolem milionu Kč.
Rychlost výtahu v bytových domech bývá nejčastěji 0,6 m/s nebo 1 m/s. Běžné nosnosti výtahů v panelových domech byly 250, 320 nebo 500 kilogramů, novější výtahy mívají nosnost 300 až 1000 kg.

### Technické požadavky
V České republice stanoví technické požadavky na výtahy nařízení vlády č. 27/2003 Sb. ve znění nařízení č. 127/2004 Sb. Výtahem může být podle tohoto předpisu zařízení s tuhými vodítky odkloněnými od vodorovné roviny v úhlu větším než 15 stupňů. Z definice výtahu jsou vyloučeny lanové dráhy, lyžařské vleky, ozubnicové dráhy, speciální výtahy pro vojenské nebo policejní účely, těžní zařízení, jevištní výtahy, výtahy v dopravních prostředcích, výtahy spojené se strojním zařízením a stavební výtahy. Předchozím předpisem bylo nařízení vlády č. 14/1999 Sb. Vyhláška č. 27/2003 Sb. byla zrušena ke dni 20. 4. 2016 a nahrazena nařízením vlády č. 122/2016 Sb.
Do českého nařízení jsou zapracovány požadavky Směrnice Evropského parlamentu a Rady 95/16/ES z 29. června 1995 o sbližování právních předpisů členských států týkajících se výtahů.
Technické normy:
- ČSN EN 81 (27 4003) Bezpečnostní předpisy pro konstrukci a montáž výtahů
- ČSN ISO 9386-1 (27 4013) Poháněné zdvihací plošiny pro osoby s omezenou pohyblivostí
- ČSN 27 4014 (únor 2007) Evakuační výtahy

V minulosti se na výtahy vztahovaly i další předpisy a normy, například
- Vyhláška č. 48/1982 Sb. Českého úřadu bezpečnosti práce, kterou se stanoví základní požadavky k zajištění bezpečnosti práce a technických zařízení (zrušena vyhláškou č. 192/2005 Sb.)
- ČSN 27 4002 Elektrické výtahy. Zřizování, zkoušení a provoz /Montáž,zkoušení a provoz elektrických výtahů (původní názvy normy)
- ČSN 27 4009 část 10 Elektrické výtahy. Projektování a konstruování. Oběžné výtahy.
- ČSN 27 4007 Výtahy. Revizní kniha výtahu (původní název normy)

Z hlediska náročnosti technických požadavků a požadavků na revize výtahů se v Česku rozlišují výtahy z období do 1. ledna 1993, kdy začala platit evropská bezpečnostní norma, výtahy z období do 1. října 1999 a novější výtahy.
Odbornou prohlídkou by měly výtahy procházet jednou za dva až čtyři měsíce dle stáří a typu výtahu, Odbornou zkouškou jednou za tři až šest let dle typu výtahu a Inspekční prohlídkou (pouze výtahy určené k dopravě osob nebo osob a nákladů) po devíti letech od data uvedení do provozu a následně jednou za šest let. U výtahů instalovaných před účinností Nařízení vlády č. 27/2003 Sb. kterým se stanovují technické požadavky na výtahy tj. před 1.5.2004 by měly výtahy procházet jednou za dva až čtyři týdny dle typu výtahu také Provozní prohlídkou.